# Гримуар
Гримуа́р, или гримория (фр. grimoire, от фр. grammaire), также известен как «книга заклинаний», «волшебная книга») — книга, учебник магии, обычно включающий инструкции по созданию магических предметов, таких как талисманы и амулеты, выполнению магических заклинаний, наведению чар, проведению гаданий, а также вызову сверхъестественных существ (ангелов, духов, божеств и демонов). Во многих случаях считается, что сами гримуары наделены магической силой, хотя во многих культурах сверхъестественные свойства приписывались текстам, не являвшимся гримуарами (например, Библии). В свою очередь, не все магические книги следует считать гримуарами.
Хотя термин «гримуар» имеет европейское происхождение и используется в основном для описания европейских артефактов, по оценке ряда историков, в частности О. Дейвиса, аналогичные книги можно найти по всему миру, от Ямайки до Суматры. По мнению Дейвиса, первые в мире гримуары были созданы в Европе и на Древнем Ближнем Востоке.

## Краткая характеристика наиболее известных гримуаров

### Завещание Соломона
Один из самых древних магических гримуаров по церемониальной магии написан на греческом языке и повествует о том, как царь Соломон получил власть над демонами при помощи магического кольца, подаренного архангелом Рафаилом. Некоторыми исследователями считается даже самым древним из всех известных гримуаров. Точная дата написания данного труда неизвестна, и среди историков существуют разногласия. Основываясь на анализе архаизмов текста, Кохлер относит этот текст к I—II векам. С ним соглашается Гюндель, утверждающий, что глава с перечислением зодиакальных деканов была распространена ещё в дохристианском Египте. По другой версии, которой придерживается, например, Маккоун, эту работу следует отнести к IV веку нашей эры, так как текст схож с трактатами Оригена «Против Цельса» и Лактанция «Божественные установления». В пользу этой версии свидетельствует и то, что «Завещание Соломона» написано на разговорном общенародном языке «койне», который был широко распространён в то время. Этот гримуар примечателен тем, что книга стала своего рода родоначальницей западной магической традиции и является свидетельством становления системы демонологии. Все существующие на сегодняшний день рукописи этого гримуара относятся к XV—XVII векам.

### Ключ Соломона
«Ключ царя Соломона» — один из самых знаменитых западноевропейских учебников магии. В нём царь Соломон наставляет своих учеников в искусстве заклинаний, дабы они могли успешно вызывать духов и подчинять их своей воле.
Работу датируют[кто?] XVI—XVIII столетиями.

### Малый ключ Соломона
Малый ключ Соломона (лат. Lemegeton Clavicula Salomonis). Точное время происхождения неизвестно, но Агриппа упоминает три части этого гримуара в своей работе «О неопределённости и суетности всех наук и искусств» (1531 год): «Арс Алмадель», «Арс Паулина» и «Арс Нотория».
В полном варианте «Лемегетон» состоит из пяти частей:
1. «Гоетия» содержит перечень 72 злых демонов, а также описание инструментов и заклинаний для их вызова;
2. «Теургия Гоетия» описывает ещё целый класс духов, которые по своей натуре добрые и злые одновременно;
3. «Арс Паулина» повествует о духах дневных и ночных часов, о зодиакальных и планетарных духах;
4. «Арс Алмадель» описывает духов, управляющих четырьмя мирами вселенной;
5. «Арс Нотория» содержит молитвы и обращения к Богу; пожалуй, самая старая часть собрания «Лемегетона».

### Гримуар Гонория
Работа также известна под названием «Конституция Папы Гонория Великого».
Хотя авторство приписывается Папе Гонорию III, занимавшему свой пост в начале XIII века, такая версия крайне сомнительна.
По словам автора гримуара, до момента публикации этой Конституции только правящий понтифик владел силой и властью приказывать духам и вызывать их. В этой же работе его святейшество, Гонорий III, движимый пасторскими обязанностями, великодушно решил рассказать своим почтенным братьям во Христе о способах и возможности вызывать и управлять духами; и он добавил заклинания, которые необходимы для этого: и всё это можно найти в данной булле.
Впервые в печатном издании книга вышла во второй половине XVII века.

### Истинный гримуар
«Истинный гримуар» (Grimorium verum) является доступным учебником магического искусства и содержит множество заклинаний, молитв, рецептов и рекомендаций для мага.
Считается, что гримуар с еврейского перевёл Рикар Пленжье (Ricard Plaingiere), доминиканский монах, вместе с «Собранием Любопытных Тайн». Приписывается некоему Алибеку Египтянину якобы опубликовавшему гримуар в египетском Мемфисе в 1517 году (Мемфис прекратил существование во второй половине 1-го тысячелетия н. э.). Однако, оригинал появился первоначально на французском или итальянском языках в середине 18-го века. Итальянское издание «Истинного гримуара» вышло в свет также и в 1880 году.

### Магия Арбателя
В конце XIX века Артур Уэйт писал, что всё, что касается происхождения «Магии Арбателя», авторства и даже объёма этой книги, остаётся загадкой. С тех пор ситуация не изменилась. Рукописей «Арбателя» не существует. В выходных данных первого издания указан город Базель, 1575 год. Гримуар написан на латинском языке, многочисленные ссылки на события итальянской средневековой истории позволили Уэйту предположить, что автором книги был итальянец.
Артур Уэйт классифицирует этот текст как «ритуал трансцендентальной магии», иными словами, по его мнению, в нём нет «опасных конструкций», которые открывают путь для чёрной магии.
Автор «Арбателя» перечисляет содержание девяти томов и обещает читателю подробнейший рассказ о различных магических искусствах всех народов. Однако на самом деле книга включает лишь первый вводный том, который содержит своеобразный «этический кодекс» мага и некоторые сведения по планетарной («олимпийской») магии. Были ли написаны остальные восемь томов, неизвестно.
Само название книги «Арбатель» является именем духа или ангела: окончание «-ель» или «-эль», как правило, присутствует в ангельских именах, хотя дух или ангел с таким именем неизвестен. Но на арабском, в котором немало от арамейского, слово Арба означает цифру 4, а буква т относит слово к женскому роду, так что Арбатэль может переводиться с арамейского и арабского, как «Четвёртая богиня» или «Четыре богини», что вполне соответствует четырём мирам. 49 афоризмов (или 7 «седмиц»), из которых состоит книга, по большей части излагают основы «христианской магии». Наибольший интерес представляет третья «седмица» афоризмов, где содержатся сведения по планетарной («олимпийской») магии.
В магической традиции планетарные духи рассматривались как весьма могущественные сущности. Так, доктор Рудд в своей книге «Трактат о магии ангелов» заявляет, что эти сущности в своём величии лишь немногим уступают девяти чинам ангелов. Поэтому средневековые книги по магии нередко обращаются к планетарным духам. К примеру, Аратрон (Aratron) (атрибутированный в «Арбателе» как Дух Сатурна) упомянут в «Заклятой книге Гонория» (XIII век), а ссылка на духа Солнца Оха (Och) содержится в дневниках английского мага второй половины XVI века Джона Ди, в которые включены отчёты о его мистических практиках. Скорее всего, Ди знал «Магию Арбатель», ссылка на неё содержится в его сочинении «Книги тайн» (Mysteriorum Libri).

### Гептамерон
Своё название гримуар получил за то, что в нём описаны заклинания на семь дней недели, которые позволяют вызывать ангелов соответствующего дня. Впервые книга была издана на латинском языке в Лионе на рубеже XVI—XVII веков.
Данный гримуар приписывается французскому учёному XIII века Петру де Абано. По версии же Артура Уэйта, данная книга, на самом деле, написана 300 лет спустя после его смерти.
В этом гримуаре содержатся принципы магического общения. И поскольку круги обладают очень большой силой (они являются своего рода защитными крепостями для оператора, охраняя его от злых духов), в первую очередь в работе изучается как раз создание магического круга.

### Книга святой магии Абрамелина
В Библиотеке Арсенала в Париже хранится рукопись XVIII века, автором которой считается маг Абрамелин. Первый английский перевод этого гримуара появился в 1898 году, и с тех пор по ней учатся «волшебники» нового времени.
Считается, что автором книги является некий немецкий еврей родом из Вормса, живший в XIV—XV веках. Из данных, приведённых в книге, и того, что известно из истории, можно предположить, что за псевдонимом Абрамелина скрывается учёный раввин Авраам Иаков бен Моисей ха Леви Моэллин, однако это только гипотеза.
Можно сказать, что с магической точки зрения эта книга сама по себе представляет культ: действительно, в ней содержится описание полной системы подготовки магов, требующей длительных и непростых упражнений, но обещающей в случае успеха, благодаря помощи сверхъестественных сил, получение беспредельной магической власти.
Однако, судя по указаниям в тексте, древность книги несколько преувеличена. Считается, что первый её перевод с древнееврейского на французский был выполнен в 1458 году, а автор её — некий еврей по имени Авраам, который завещал её предписаниями.
Абрамелин утверждает, что научиться волшебству по его книге может любой, если только ему не случалось менять единожды обретённую веру. Первой заботой мага, прежде чем вызывать духов, которые исполняют все его желания, является правильное обустройство культового места. Книга оставляет выбор между двумя возможностями: устроить такое место на природе или в городских условиях.
Система магии Абрамелина приобрела популярность в XIX и XX веках, благодаря главе Герметического Ордена Золотой Зари Макгрегору Мазерсу, впервые издавшему этот гримуар.

### Руководство Папы Льва III
Относительно авторства данного гримуара ведутся многочисленные споры. В частности, многие служители церкви не хотели и не хотят признавать автором этой книги понтифика. Легенда о «Руководстве» гласит следующее: Карл Великий получил в подарок от папы Льва III, короновавшего Карла, сборник, обладавший чудодейственной силой.
«Руководство» действительно содержит молитвы, по форме не приемлемые церковью. Скорее, это заклинания, направленные на улучшение земной жизни, но облечённые в форму молитв.
Впоследствии «Руководство» изменялось, приобретая ярко выраженный оккультный характер.

### Гримуар Армадель
Книга Армадель «Гримуар или Каббала Армадель» — гримуар, который получил известность после перевода на английский язык МакГрегором Мазерсом одной рукописи Liber Armadel из библиотеки Арсенал в Париже. Английский перевод был опубликован лишь после смерти автора — в 1980 г.
Мазерс предполагал, что это тот самый Армадель, имя которого фигурирует в названиях «Истинных ключиков царя Соломона [в изложении] Армадель» (Les vraies Clavicules du. Roi Salomon).
Библиотека Арсенал относит время написания манускриптов к XVIII веку. Предположительно, оригинальный текст был составлен в XVII веке. Приводятся печати и описание полномочий различных духов и ангелов, методы подготовки, освящения инструментов и необходимые заклинания.
Текст гримуара разделён на главы. Описания полномочий духов дополняются философскими тезисами и богословскими пассажами. Для ангелов приводятся оригинальные печати, которые зачастую являются уникальными и не совпадают с другими гримуарами.
Определённая часть гримуара послужила основой для «Операции семи духов планет» (манускрипт Arsenal 2344), который по большому счёту представляет собой краткую или модернизированную версию Книги Армадель, включающую два варианта: основанные на молитвах Арбателя и Гептамерона.
В 2020 г. вышел русско-язычный перевод под названием «Гримуары XVIII века: Операция семи духов планет. Гримуар Армадель» (изд-во «Академия исследования культуры»).

### Другие гримуары
Существуют и другие гримуары, менее заметные или кажущиеся некой фальсификацией, поскольку данные в них противоречат оккультной традиции. Так, например, символы на талисманах «Чёрная курочка» зачастую имеют противоречивую природу.

## Слухи и легенды о гримуарах
Вокруг гримуаров ходило большое количество легенд. По одним поверьям читать гримуары может только их хозяин, так как бумага этих книг имеет багряный цвет, обжигающий глаза. Изменяли страницы лишь для владельца, но и то, даже хозяин подвергался страшной опасности, читая книгу, так как она способна поставлять самых разнообразных демонов — от мелких духов до верховных существ адской иерархии, которые отнюдь не были услужливыми, а напротив имели непокорный и злой нрав. Было достаточно лишь раскрыть гримуар на нужной странице, как дух тут же являлся, и если книга откроется случайно, то её неподготовленный к встрече с демоном владелец оказывался в большой опасности. По другой версии колдовская книга живая, её обязательно нужно кормить, разумеется, не чем иным, как кровью.
Источником подобных убеждений могли быть не только слухи, но и сознательная пропаганда со стороны церкви. Люди верили, будто в гримуарах записаны рецепты исключительно «чёрной магии», что всякое колдовство, описанное в них, совершается именем Сатаны. На деле же заклинания в гримуарах чаще всего совершаются именами богов, в основном именем Христа и Адоная, а заклинаемые духи могли быть использованы для совершения как злых, так и добрых поступков. Кроме того, авторство большинства магических текстов приписывалось библейским персонажам (Еноху, Соломону, Моисею), папам римским (Льву или Гонорию), а также различным мудрецам. Утверждение о том, что достаточно лишь открыть книгу на нужной странице, чтобы вызвать нужного демона, также не выдерживает критики, так как описанные в гримуарах ритуалы сложны и на практике крайне утомительны.
Агриппа в четвёртой книге своей «Оккультной философии» приводит рецепт изготовления такой книги духов. Это трудоёмкий процесс. Маг должен нарисовать каждого демона, должен изобразить всевозможные атрибуты духа, вроде печатей и подписей, должен составить и записать в такую книгу заклинания для вызова духов, а также специальные заклинания для придания книге магической силы, он должен составить перечень всех духов, снабдить книгу дополнительными изображениями и т. п. После того как этот труд будет проделан, маг должен вызвать всех демонов, указанных в его книге, и потребовать от них клятвы верности. Учитывая, что процесс вызывания духов — дело чрезвычайно утомительное, а сами они имеют непокорный характер, то можно только гадать, смог ли кто-нибудь выполнить подобные требования.